# Клавдий (майордом)
Клавдий (лат. Claudius; вторая половина VI — первая половина VII века) — майордом Бургундии (606 — не позднее 613).

## Биография
Основным историческим источником о жизни Клавдия является «Хроника» Фредегара.
Согласно Фредегару, Клавдий был выходцем из галло-римской семьи. Предполагается, что он мог быть одним лицом с канцлером (лат. regalis cancellarius) короля Австразии Хильдеберта II, около 591 года чудесным образом излечившимся от лихорадки в базилике Святого Мартина в Туре.
В 606 году, после убийства знатными воинами Протадия, Клавдий получил от короля Бургундии Теодориха II должность майордома. Вероятно, этому назначению способствовала бабка монарха, королева Брунгильда. Фредегар, высоко оценивая дарования Клавдия, описывал его как человека весьма образованного и красноречивого, абсолютно честного и дружелюбного со всеми, однако имевшего и один серьёзный недостаток — чрезмерную тучность, вызванную обжорством. В отличие от своего предшественника на посту майордома, Клавдий старался не ссориться с влиятельными людьми королевства. При нём изгнанный из-за интриг королевы Брунгильды и Протадия архиепископ Вьенна Дезидерий был возвращён из ссылки, но в то же время некоторые из тех, кто был виновен в убийстве предыдущего майордома (например, герцог Алеманнии Унцелен и патриций Вульф), под различными предлогами были казнены или искалечены.
Неизвестно, когда и по каким причинам Клавдий перестал быть майордомом. Следующим майордомом Бургундии, о котором известно из исторических источников, был Варнахар II, назначенный на эту должность в 613 году.
Возможно, майордом Клавдий тождественен своему тёзке, который в прологе «Баварской правды» вместе с тремя другими знатными лицами назван одним из авторов редакции этого свода законов, осуществлённой при короле Дагоберте I.